# بحيرة هاوثورن
بحيرة هاوثورن (بالإنجليزية: Hawthorn Lake)‏ وتعني بحيرة الزعرور، هي بحيرة تقع في جزيرة فانكوفر في كولومبيا البريطانية التابعة لكندا شرق (خليج Nahmint).
‌